# Église Sainte-Marie de Mirande
Pour les articles homonymes, voir Église Sainte-Marie.
L'église Sainte-Marie de Mirande ou église Notre-Dame de Mirande (anciennement cathédrale Notre-Dame), est une église catholique de style gothique méridional, située à Mirande dans le département du Gers, dans le sud-ouest de la France. L'église est classée monument historique depuis 1921.

## Architecture et décorations
Construite dans le style gothique méridional à la fin du XIVe siècle et début du XVe siècle, l'église pouvait servir de réduit citadelle en cas d'attaque de la ville. Son clocher quadrangulaire haut de 35 mètres et à trois étages et cinq tourelles avait ainsi une vocation défensive ainsi qu'une terrasse aménagée au dessus de l'église et qui communiquait avec les combles au dessus de la nef par un escalier extérieur en encorbellement.
La construction de l'édifice fut contrainte par le plan en damier de la bastide qu'était alors Mirande (construite moins d'un siècle plus tôt) où les maisons étaient groupées dans des carrés de 50 mètres sur 50 mètres.  
L'église est composée d'une nef sans transept, à vaisseau unique de cinq travées de 38 mètres sur 17 pour une hauteur de 25 mètres, dont les bas-côtés, entre les contreforts, sont flanqués de chapelles. La nef se termine par une abside polygonale. L'église abrite aussi une double sacristie néo-gothique. 
Plus tard ont été rajoutés des arcs-boutants, enjambant la rue de l'Évêché pour soutenir le clocher et qui forment une arche jouant le rôle d'avant-porche donnant accès à l'église par un imposant portail au droit du clocher. L'église Sainte-Marie marque l’expansion de l’architecture religieuse languedocienne vers la Gascogne.

### Mobilier

#### Autel
L'autel-tombeau en marbre noir et jaune (classé Monument historique au titre d'objet en 1981) situé dans la chapelle du Saint-Sacrement, une des chapelles latérales, provient de l'abbaye de Berdoues. Cet autel est orné d’un retable de quatre hautes colonnes en marbre rouge, un ancien ciborium encadrant un imposant tableau représentant l’Assomption de la Vierge Marie attribué à Antoine Coypel, peintre du roi Louis XIV. Les stalles du cœur proviennent aussi de cette abbaye. 

#### Vitraux
On trouve également dans l'église un vitrail de la Vierge à l'Enfant et de saint Michel archange datant du XVIe siècle. Il est attribué au maître verrier Arnaud de Moles, auteur des vitraux de la cathédrale Sainte-Marie d'Auch.
Le vitrail est classé au titre objet des monuments historiques.

#### Chemin de croix
Un chemin de croix du peintre Louis Boulanger (1806-1867). 

#### Orgues
Les orgues sont construites à l'initiative de l'abbé Bartherote, curé de Mirande, entre 1860 et 1866.

#### May
L'église conserve un may de Notre-Dame de Paris (Antoine Coypel, L'Assomption de la Vierge, may de 1680). Il a été retrouvé par l'historien Jean-Claude Boyer en 2007.

## Histoire
La construction de l'église est due à l'abbé de Berdoues et au comte d'Astarac, co-seigneurs de la ville. 
Elle devint paroissiale et archiprêtré après la destruction de l'église de Saint-Jean de Lézian, au XVIe siècle. En 1410, lors du Grand Schisme d'Occident, le pape la désigna comme siège de l'évêché qu'il fondait au bénéfice de l'abbaye de Berdoues, une abbaye cistercienne située au sud de Mirande. Trois ans après la bulle pontificale d'érection fut révoquée, mais l'évêché éphémère de Mirande valut à son église un titre de cathédrale.
En 1806, alors que l'abbaye de Berdoux avait été démantelée pendant la Révolution, furent installés dans l'église, en provenance de cette abbaye, l'autel tombeau en marbre et le tableau de l’Assomption de la Vierge Marie attribué à Antoine Coypel, ainsi que des stalles. 
L'église Sainte-Marie connut des travaux importants entre 1860 et 1902 mais sans modifier la silhouette caractéristique du bâtiment.
L'église fut classée aux monuments historiques le 28 décembre 1921.
La ville de Mirande a engagé des travaux de sécurisation en 2015 et 2016, aidés par des subventions de la Direction régionale des affaires culturelles et des collectivités locales. Une convention a été passée entre la mairie, le renouveau de la Bastide et la Fondation du patrimoine pour lancer une souscription publique pour la restauration de l'église.
Les obsèques du comédien Jacques Dufilho (1914-2005) se sont déroulées dans cette église.

## Description

### Galerie

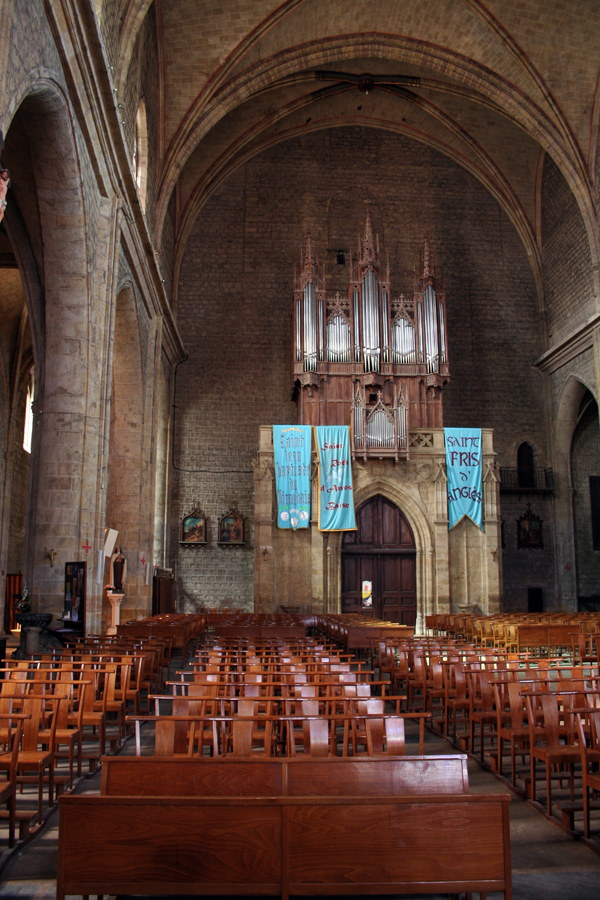
Partie arrière de la nef avec l'orgue.
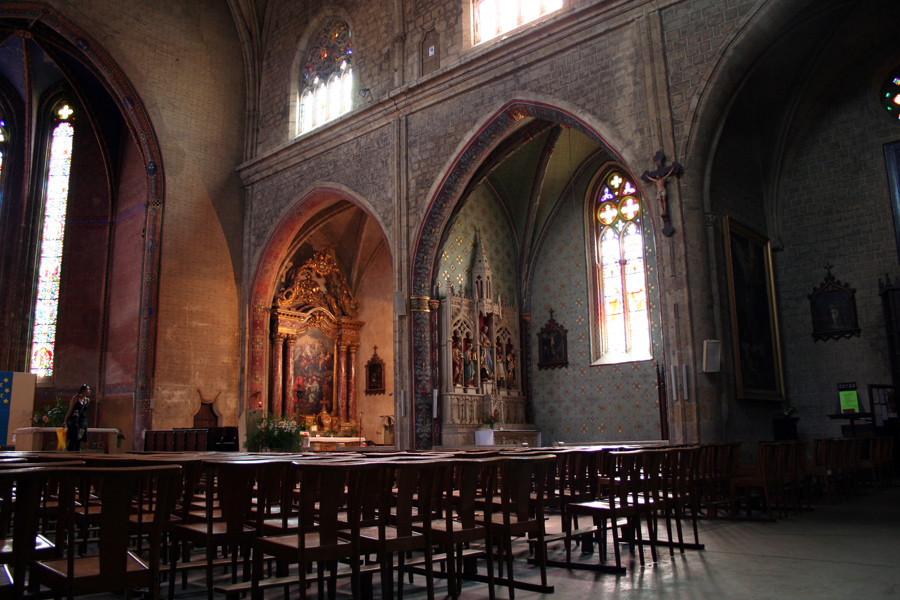
Trois chapelles de la partie latérale droite.
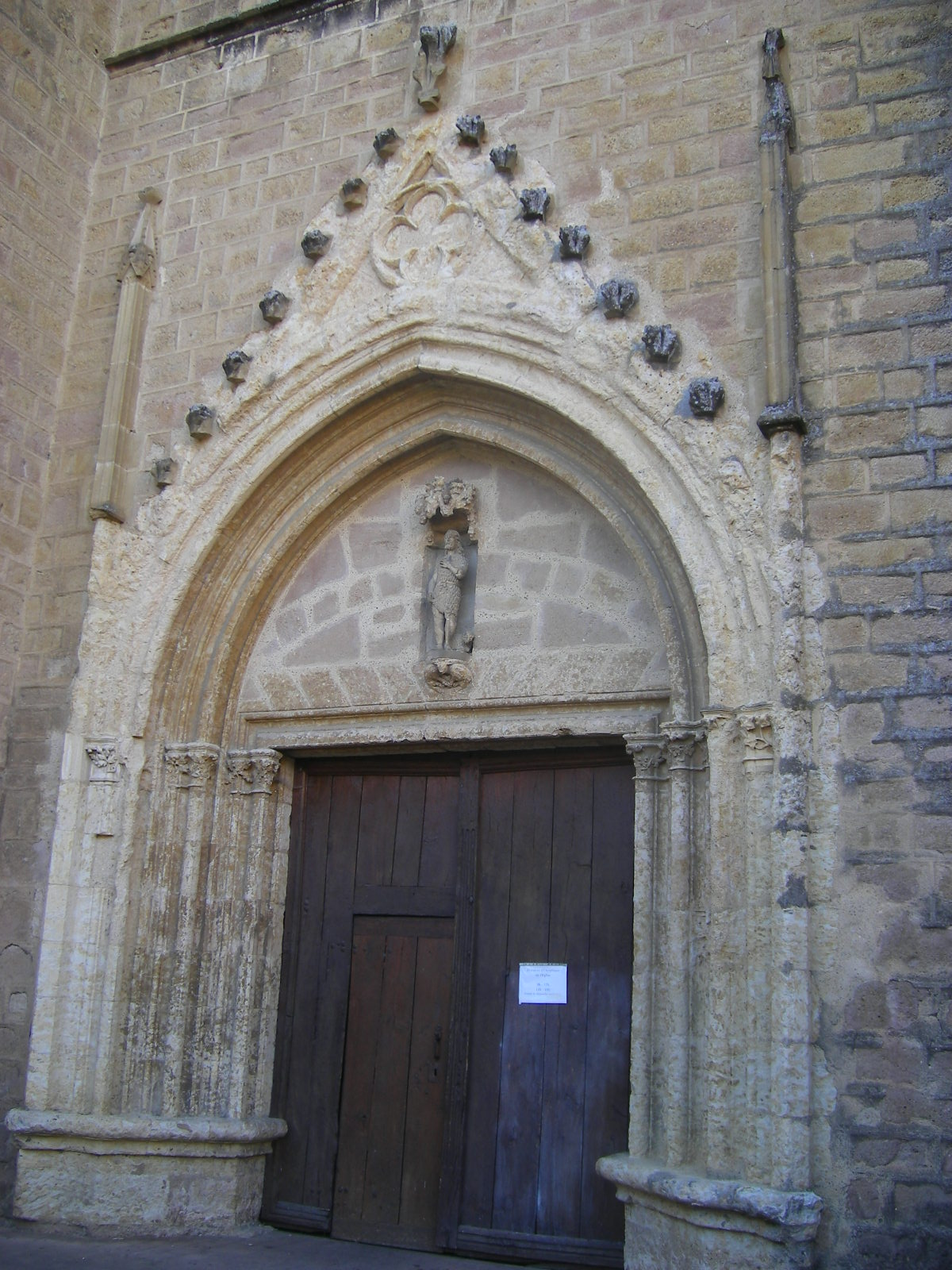
Un des portails d'entrée. Sur le tympan est placée une statue de saint Jean le Baptiste.